# Battaglia di Highbury
Battaglia di Highbury è l'appellativo con cui è passato alla storia l'incontro amichevole di calcio disputatosi il 14 novembre 1934 tra Inghilterra e Italia.

## La vigilia
A quel tempo Inghilterra-Italia rappresentava il confronto tra le due scuole calcistiche migliori del mondo, ovvero i maestri inglesi contro gli azzurri che avevano appena vinto il campionato del mondo 1934 disputatosi in Italia. La nazionale dei Tre Leoni aveva disertato l'evento, per lungo tempo la Federazione inglese impedì infatti alla nazionale di prendere parte a competizioni ufficiali, ritenendola troppo superiore. L'incontro amichevole fu quindi presentato dalla stampa come decisivo per stabilire a chi spettasse la supremazia mondiale.
L'Italia era alla sua prima uscita dopo la conquista della Coppa Rimet, e schierava nove undicesimi degli uomini scesi in campo sei mesi prima nella vittoriosa finale di Roma contro la Cecoslovacchia: il portiere Ceresoli, che aveva saltato il mondiale per un infortunio subito alla vigilia, e Serantoni sostituirono rispettivamente Combi, ritiratosi dal calcio giocato, e Schiavio, uscito dal giro azzurro.
L'Inghilterra, che aveva lasciato la FIFA nel 1927, era ancora considerata una delle nazionali più forti d'Europa e per la sfida di Highbury puntò su una squadra giovane imperniata sul blocco-Arsenal, schierando sette elementi dei Gunners padroni di casa.

## La gara

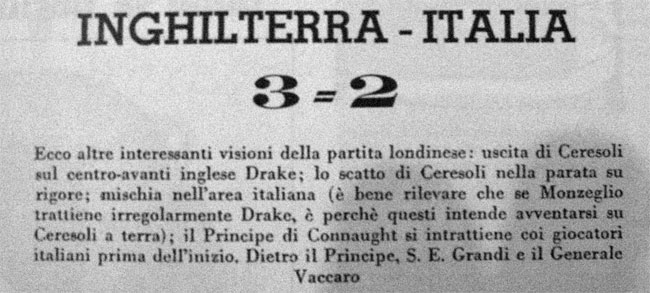
Un titolo del Calcio Illustrato riferito all'incontro

La sfida ebbe luogo allo stadio Highbury di Londra in un clima gelido con la nebbia e con il terreno di gioco scivoloso a causa dell'umidità. La nazionale inglese si presentò senza un vero e proprio allenatore, e la formazione fu decisa da un comitato selezionatore della Federazione per gli incontri della nazionale. L'inizio partita fu difficile per gli azzurri, gli inglesi imposero subito un ritmo altissimo e dopo un minuto il portiere Ceresoli atterrò in area l'attaccante dell'Arsenal Drake, intervento punito dall'arbitro con un calcio di rigore per gli inglesi e sventato dall'intervento in tuffo di Ceresoli.
Un minuto dopo l'Italia rimase virtualmente in dieci per l'infortunio del centromediano Luis Monti (all'epoca non erano ancora previste sostituzioni) in un duro scontro con lo stesso Drake, che gli provocò la frattura del piede sinistro; nonostante ciò l'italo-argentino rimase in campo, anche se praticamente immobile. L'allenatore italiano Vittorio Pozzo lo spostò prima a mediano destro, poi all'ala e alla fine lo mandò negli spogliatoi. L'incontro si trasformò in una battaglia, con diversi inglesi che subirono lesioni per il gioco duro degli italiani.
La fulminante partenza degli inglesi e il fatto di trovarsi con un uomo in meno creò uno sbandamento nella difesa italiana, all'8' del primo tempo Brook portò in vantaggio gli inglesi con un colpo di testa, e due minuti dopo firmò la sua doppietta segnando direttamente su calcio di punizione dai venti metri. Al 12' ci fu gloria anche per Drake, che portò il punteggio sul 3-0 mentre il terzino Hapgood, al suo debutto come capitano della nazionale, si trovava a bordo campo per farsi medicare il naso dopo aver ricevuto una gomitata. Durante l'intervallo, il capitano Ferraris IV spronò i compagni a tirare fuori l'orgoglio e, come era solito fare già nel suo club, anche in nazionale recitò il suo grido di battaglia: «Dalla lotta chi desiste fa una fine molto triste, chi desiste dalla lotta è ‘n gran fijo de ‘na mignotta!».

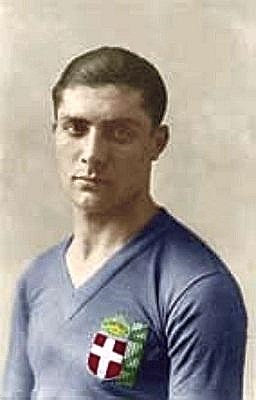
Giuseppe Meazza siglò i due gol degli azzurri

Nella ripresa, sotto una pioggia battente, i 10 azzurri apparvero rigenerati, sostenuti da Ferraris IV, spostato al centro per svolgere il compito suo e quello di Monti, e da Serantoni, che indietreggiò sull'esterno per marcare l'ala avversaria; ma furono soprattutto trascinati dalla classe cristallina di Meazza, che nel giro di quattro minuti prima segnò al 58' su passaggio di Orsi e al 62' deviò di testa in rete una punizione di Ferraris. I campioni del mondo si batterono per il resto della partita, sfiorando il pareggio negli ultimi minuti con Meazza che colpì la traversa a portiere battuto. Gli inglesi riuscirono a vincere anche grazie alla grande prestazione del portiere Moss, alla sua ultima apparizione con la maglia della nazionale. Fu una grande prestazione di orgoglio e agonismo che permise alla squadra italiana di uscire da Highbury tra gli applausi del pubblico, sia italiano sia inglese.

## Il dopo-partita
L'impresa sfiorata dagli azzurri fu accolta in Italia con grande soddisfazione e la stampa esaltò il gioco espresso dalla squadra. Sul quotidiano sportivo Il Littoriale (che sarebbe diventato il Corriere dello Sport - Stadio) il risultato fu definito una "vittoriosa sconfitta" e l'allora radiocronista Nicolò Carosio coniò per i protagonisti dell'incontro l'espressione "I leoni di Highbury", che divenne di uso comune in Italia. Anche gli inglesi riconobbero il valore tecnico degli azzurri, la cui prestazione soprattutto nel secondo tempo e con un uomo in meno insinuò un dubbio nella certezza della propria superiorità che gli inglesi avevano in ambito calcistico. Furono invece riservate critiche al gioco particolarmente duro degli italiani, e fu presa in considerazione l'ipotesi che la nazionale inglese non giocasse più incontri internazionali per evitare infortuni dei giocatori.
Gli azzurri che parteciparono a quella sfida vennero ricordati il 14 novembre 1973, quando a Wembley l'Italia sconfisse per la prima volta gli inglesi in casa loro grazie a un gol di Fabio Capello, vittoria che fu dedicata proprio ai Leoni di Highbury.

## Tabellino
| Arbitro: | Otto Ohlsson |

|                                                                                       |            |                                                                                                   |
| Brook 3’, 10’ Drake 12’                                                               | Marcatori  | 58’, 62’ Meazza                                                                                   |
| Frank Moss Male Hapgood (c) Copping Barker Britton Matthews Bowden Drake Bastin Brook | Formazioni | Ceresoli Monzeglio Allemandi Ferraris IV (c) Monti Bertolini Guaita Serantoni Meazza Ferrari Orsi |
|                                                                                       | Allenatori | Vittorio Pozzo                                                                                    |